# Ivan Herceg (calciatore)
Ivan Herceg (Zagabria, 10 febbraio 1990) è un calciatore croato, difensore svincolato.

## Carriera

### Club
Ha giocato nella massima serie dei campionati croato, israeliano ed ungherese.